# Craig Horner
Craig Horner (Brisbane, 24 de enero de 1983) es un actor australiano, más conocido por interpretar al buscador Richard Cypher en la serie de televisión Legend of the Seeker y a Garry Miller en Blue Water High.

## Primeros años
Fue al St. Peters Lutheran College en Indooroopilly, Brisbane, Australia.
Craig disfruta haciendo kayak, snowboard, esquiando, nadando, jugando al tenis, jugando al fútbol y voleibol y tocando la guitarra.

## Carrera
Craig comenzó su carrera televisiva en el 2001 participando en la serie australiana Cybergirl, entre 2007 y 2008 participó en la segunda temporada de la serie H2O: Just Add Water, donde interpretó a Ash Dove y en la tercera temporada de Blue Water High donde interpretó a Garry Miller.
En 2008, Craig obtuvo uno de los papeles principales en Legend of the Seeker, una serie de televisión basada en la serie de libros de Terry Goodkind; en la serie interpretó al buscador Richard Cypher, junto a Bridget Regan, hasta el final de la serie en 2010.
En el 2015 se unió al elenco principal de la nueva serie Hindsight, donde interpretó a Sean Reeves, pero la serie fue cancelada después de finalizar su primera temporada ese mismo año.
El 21 de julio de 2016 se anunció que Craig se uniría al elenco recurrente de la sexta temporada de la popular serie norteamericana Once Upon a Time, donde dio vida al Conde de Montecristo.

## Filmografía

### Series de televisión
| Año         | Título               | Personaje                            | Notas                       |
| ----------- | -------------------- | ------------------------------------ | --------------------------- |
| 2016        | The Deleted          | Conner                               | Capítulo "The Betrayal"     |
| 2016        | Once Upon a Time     | Conde de Montecristo / Edmond Dantès | Capítulo "A Bitter Draught" |
| 2015        | Hindsight            | Sean Reeves                          | 10 capítulos                |
| 2008 - 2010 | Legend of the Seeker | Richard Cypher                       | 44 capítulos                |
| 2008        | Blue Water High      | Garry Miller                         | 25 capítulos                |
| 2007 - 2008 | H2O: Just Add Water  | Ash Dove                             | 12 capítulos                |
| 2006        | Monarch Cove         | Caleb                                | 8 capítulos                 |
| 2006        | Two Twisted          | -                                    | Capítulo "Grand Final"      |
| 2005        | HeadLand             | Neil Slattery                        | 2 capítulos                 |
| 2001 - 2002 | Cybergirl            | Jackson Campbell                     | 26 capítulos                |

### Películas
| Año  | Título             | Personaje        | Notas                                                                         |
| ---- | ------------------ | ---------------- | ----------------------------------------------------------------------------- |
| 2015 | Ithaca: No Control | Prisionero       | Junto a Natalie Lipka, Louis DeStefano, Wayne Frazier & Eric Reeve            |
| 2012 | Joey Dakota        | Joey Dakota      | Junto a Amber Stevens, Scott Wolf, Brooklyn Sudano, Leah Renee & Erich Bergen |
| 2006 | See No Evil        | Richie           | Junto a Glenn Jacobs, Rachael Taylor, Samantha Noble & Luke Pegler            |
| 2003 | Swimming Upstream  | Ronald Fingleton | Junto a Geoffrey Rush, Judy Davis, Jesse Spencer & Tim Draxl                  |
| 2003 | The Moment After   | -                | -                                                                             |
| 2002 | Blurred            | Pete, el Nerd    | Junto a Kristian Schmid, Damien Garvey & Mark Priestley                       |

### Otras apariciones
| Año  | Programa                | Notas                                   |
| ---- | ----------------------- | --------------------------------------- |
| 2009 | KTLA Morning News       | Junto a Bridget Regan                   |
| 2008 | Good Morning America    | Junto a Bridget Regan                   |
| 2008 | New York's CW11         | -                                       |
| 2008 | New York's WPIX         | -                                       |
| 2008 | The Making of a Legend  | Dirigido por Lucy Lawless               |
| 2008 | Live with Regis & Kelly | Dirigido por Regis Philbin y Kelly Ripa |
| 1992 | Totally Wild            | -                                       |